# Лотфи Заде
Лотфи или още Лютфи Аскер Заде (на азербайджански: Lütfəli Əsgərzadə) е американски професор по математика и компютърни науки от азербайджанско-еврейски произход, пионер в областта на изкуствения интелект, дефинирал размитата логика през 1965 г.

## Биография
Лютфи Заде е роден в село Новхани, на 21 киломветра от Баку, тогава СССР, в семейство на азербайджански журналист с иранско гражданство и майка Фаня Коренман, руско-еврейски педиатър от Одеса. В началото на 30-те години семейството му се мести в Техеран, Иран. Завършва електротехника в Техеранския университет през 1942 г.
През 1944 г. емигрира в САЩ, защото не може да извършва научна дейност в Иран. През 1946 г. получава магистърска степен от MIT, а през 1949 г. - докторска степен от Колумбийския университет в Ню Йорк. След 1949 г. преподава Теория на системите в същия университет. От 1959 г. преподава в Калифорнийския университет в Бъркли. Определя себе си като човек с руско самосъзнание и култура, но и като гражданин на света. Официално се пенсионира през 1991 г., но продължава да посещава работното си място и конференции в цял свят.
Заде има много медали и награди от цял свят, включително наградата „Хонда“ в Япония от 1991 г. и медал от IEEE през 1995 г. за дефинирането на размитите множества, развиването на областта на теорията и приложенията им. През 1993 г. Азербайджан го прави почетен професор на Азербайджанската академия на науките. От 2005 г. е член на Полската академия на науките, която го награждава с медал „Николай Коперник“.

## Избрана библиография
- 1965. Fuzzy sets. Information and Control. 1965; 8: 338–353.
- 1965. „Fuzzy sets and systems“. In: Fox J, editor. System Theory. Brooklyn, NY: Polytechnic Press, 1965: 29–39.
- 1972. „A fuzzy-set-theoretical interpretation of linguistic hedges“. Journal of Cybernetics 1972; 2: 4–34.
- 1973. „Outline of a new approach to the analysis of complex systems and decision processes“. IEEE Trans. Systems, Man and Cybernetics, 1973; 3: 28–44.
- 1974. „Fuzzy logic and its application to approximate reasoning“. В: Information Processing 74, Proc. IFIP Congr. 1974 (3), pp. 591–594.
- 1975. „Fuzzy logic and approximate reasoning“. Synthese, 1975; 30: 407–428.
- 1975. „Calculus of fuzzy restrictions“. В: Zadeh LA, Fu KS, Tanaka K, Shimura M, editors. Fuzzy Sets and their Applications to Cognitive and Decision Processes. New York: Academic Press, 1975: 1–39.
- 1975. „The concept of a linguistic variable and its application to approximate reasoning“, I-III, Information Sciences 8 (1975) 199–251, 301–357; 9 (1976) 43–80.
- 2002. „From computing with numbers to computing with words – from manipulation of measurements to manipulation of perceptions“ в International Journal of Applied Math and Computer Science, pp. 307–324, vol. 12, no. 3, 2002.
- 2012. Computing With Words. Principal Concepts and Ideas. Berlin: Springer, 2012.